# Agriotes karsantianus
Agriotes karsantianus là một loài bọ cánh cứng trong họ Elateridae. Loài này được Pic miêu tả khoa học năm 1910.